# カラムクドリ
カラムクドリ（唐椋鳥、Sturnus sinensis）はスズメ目ムクドリ科の鳥。英名は White-shouldered StarlingまたはChinese myna。
本種をコムクドリの亜種とする学者もいる。

## 形態
全長19cm（コムクドリ程の大きさ）。嘴峰は18-21mm、翼長95-108mm、尾長53-62mm、跗蹠長は24-27mm。雄成鳥は、頭部、背、下面は灰褐色。

## 分布
東アジアから東南アジアに生息する。
発見された国はブルネイ、 カンボジア、中国、インド、日本、韓国、ラオス、マレーシア、ミャンマー、フィリピン、シンガポール、台湾、タイ、ベトナム。
日本では、本州から九州、硫黄列島、石垣島や宮古島に分布する。

## 生態
日本では数少ない冬鳥または旅鳥として生息する。石垣島では冬鳥としてあまり稀ではないが、本州や奄美では稀な迷鳥である。
インドシナ半島では林縁部や村里の粗林で数羽の群れをごく普通に見かける。
習性はコムクドリに似ている。

### 鳴き声
地鳴きは「キュルキュル」である。